# Stationsgebouw Maastricht

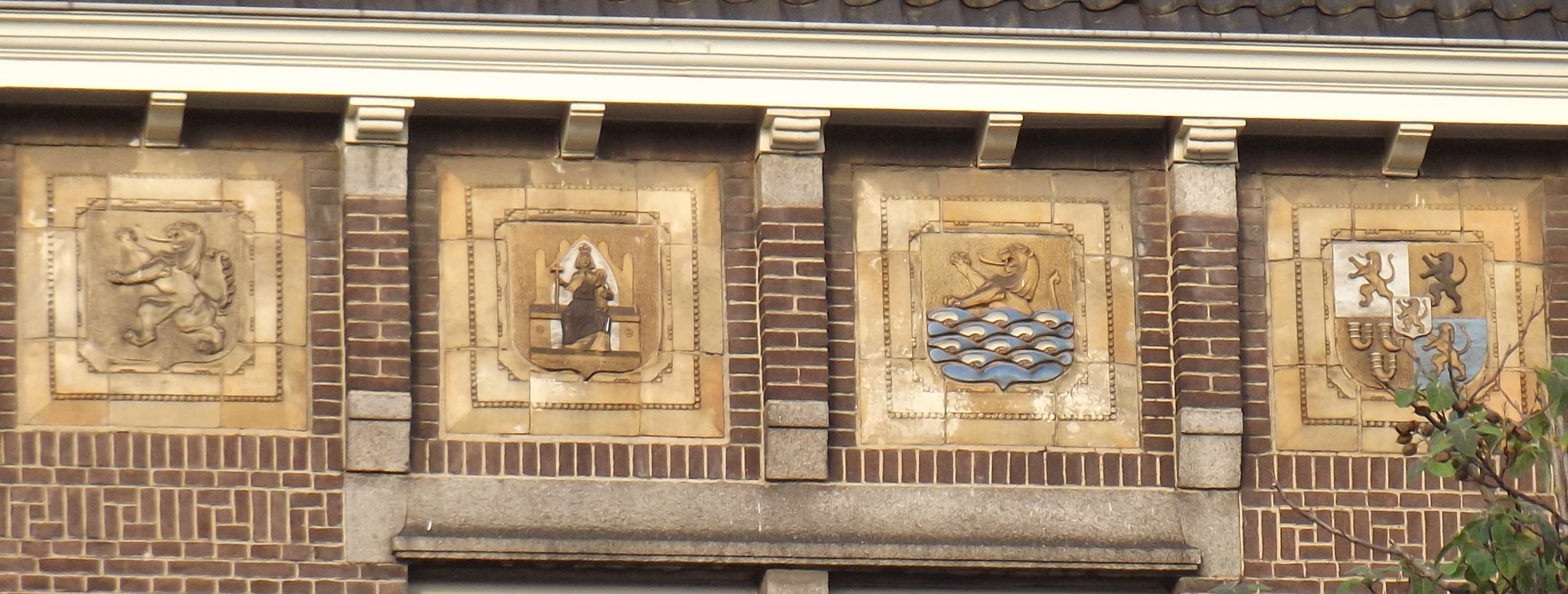
Provinciewapens van Zuid-Holland, Drenthe, Zeeland en Limburg

Het stationsgebouw van Maastricht is sinds 1997 een rijksmonument. Het stationsgebouw is opgetrokken in rode baksteen op een plint van graniet, met granieten detaillering en is voorzien van diverse trapgevels (inclusief de toren). Het gebouw is verfraaid met beeldhouwwerk van onder andere drie granieten leeuwen met het stadswapen van Maastricht boven de hoofdentree. Deze leeuwen zijn gehouwen door S.J. Tempelman en ontworpen voor Van Heukelom en W.C. Brouwer die met zijn aardewerkfabriek ook de tegelreliëfs met provinciewapens in de kroonlijst heeft geleverd.
Ook in het interieur doet de detaillering sterk denken aan de robuuste architectuur van Berlage. De oorspronkelijke glas-in-loodvensters van Jan Schouten in de hal zijn in 1944 verloren gegaan en in 1949 vervangen door ramen van Charles Eyck. De nieuwe vensters werden aangeboden door 23 Limburgse gemeenten langs de spoortrajecten Maastricht-Weert en Maastricht-Heerlen. Ze symboliseren de (toen) 11 provincies en bevatten de gemeentewapens. In de stationshal tussen de doorgang naar de passage naar de perrons bevindt zich een groot tegeltableau van De Sphinx, ontworpen door Edmond Bellefroid in 1939 ter gelegenheid van het eeuwfeest van de Nederlandse spoorwegen.
Tijdens de restauratie van de voormalige wachtkamer 3e klasse (nu AH To Go) is een wandschildering van de Maastrichtse kunstenaar Henri Schoonbrood opnieuw zichtbaar gemaakt. Het kunstwerk zat verborgen achter een laag behang. De wandschildering is gemaakt in 1961 in opdracht van Mosa en Kristalunie, de bekende keramiek- en glasproducenten uit Maastricht. Tijdens de restauratie van 2018-2021 is tevens een grote natuurstenen fontein in de stationshal teruggeplaatst, die op zeker moment was verwijderd, maar door gelukkige omstandigheden en met behulp van de gemeente Maastricht kon worden teruggekocht van een particulier.
De passerelle uit 1983 en het glazen entreegebouw uit 2009-2010 zijn moderne toevoegingen aan het stationsgebouw.
Op het stationsemplacement bevinden zich twee andere rijksmonumenten: de goederenloods, omstreeks 1915 in Berlagestijl ontworpen door George van Heukelom, en het modernistische seinhuis Post T van architect Sybold van Ravesteyn uit 1933.

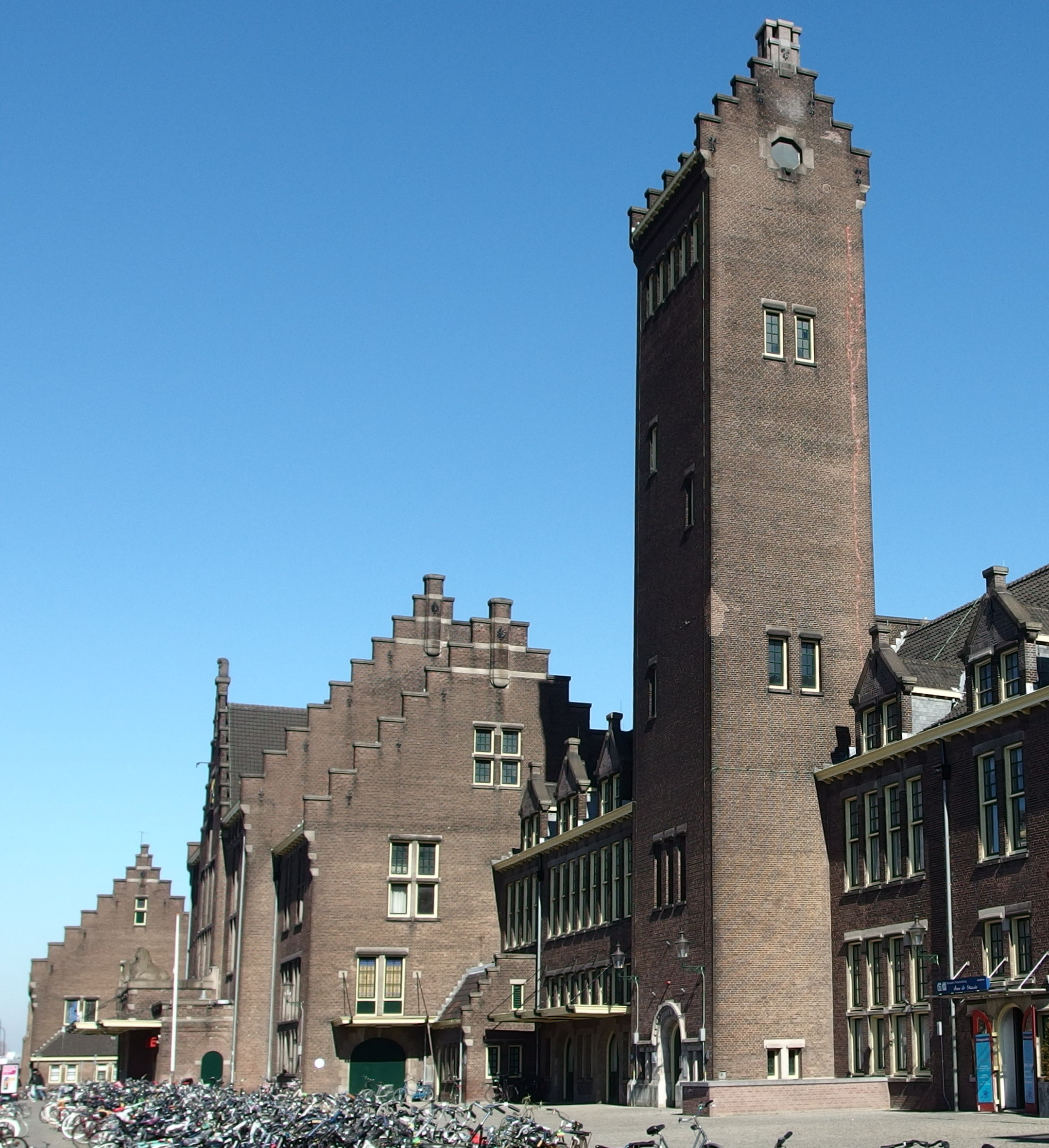
Trapgevels en toren
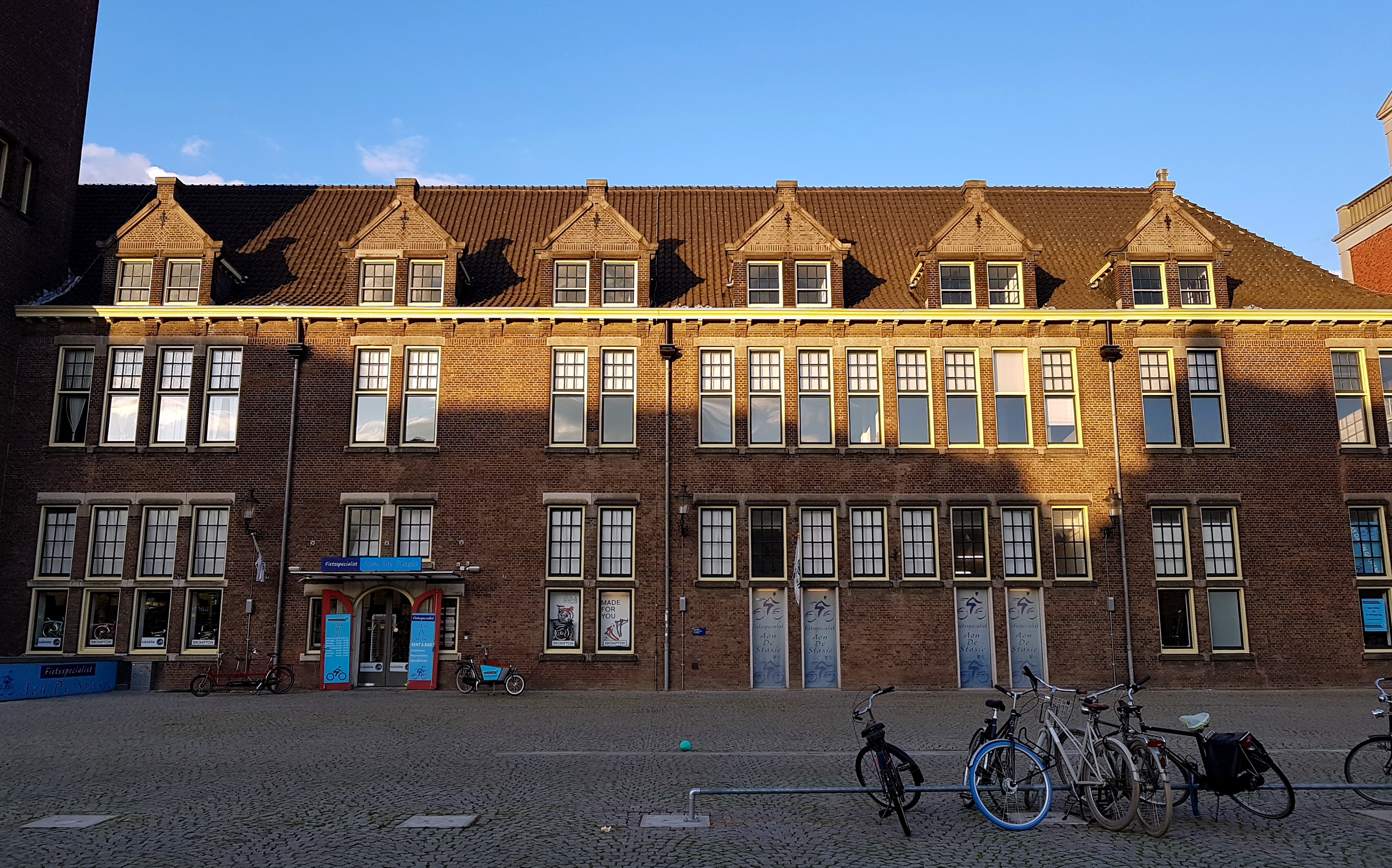
Zuidvleugel
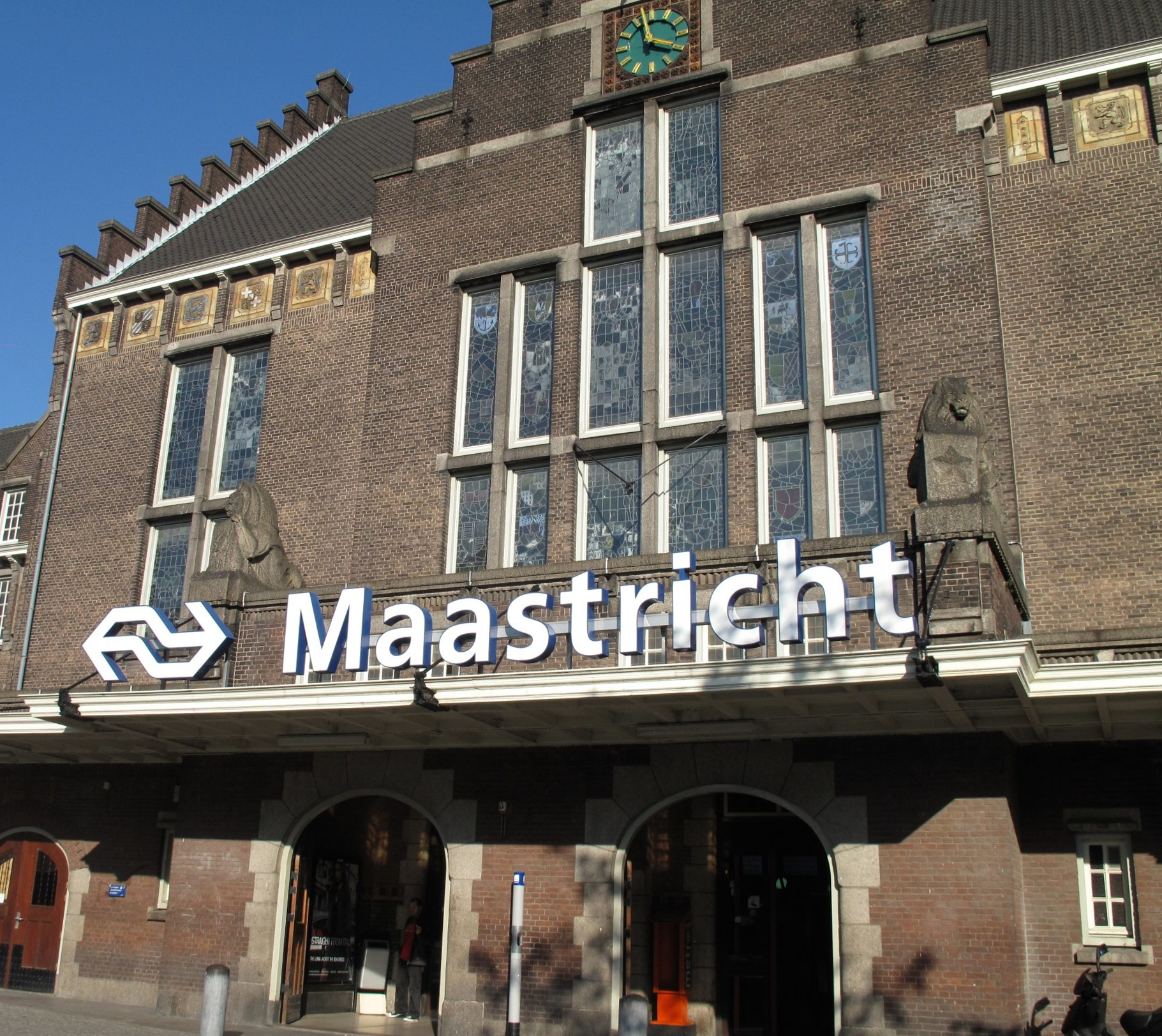
Hoofdentree
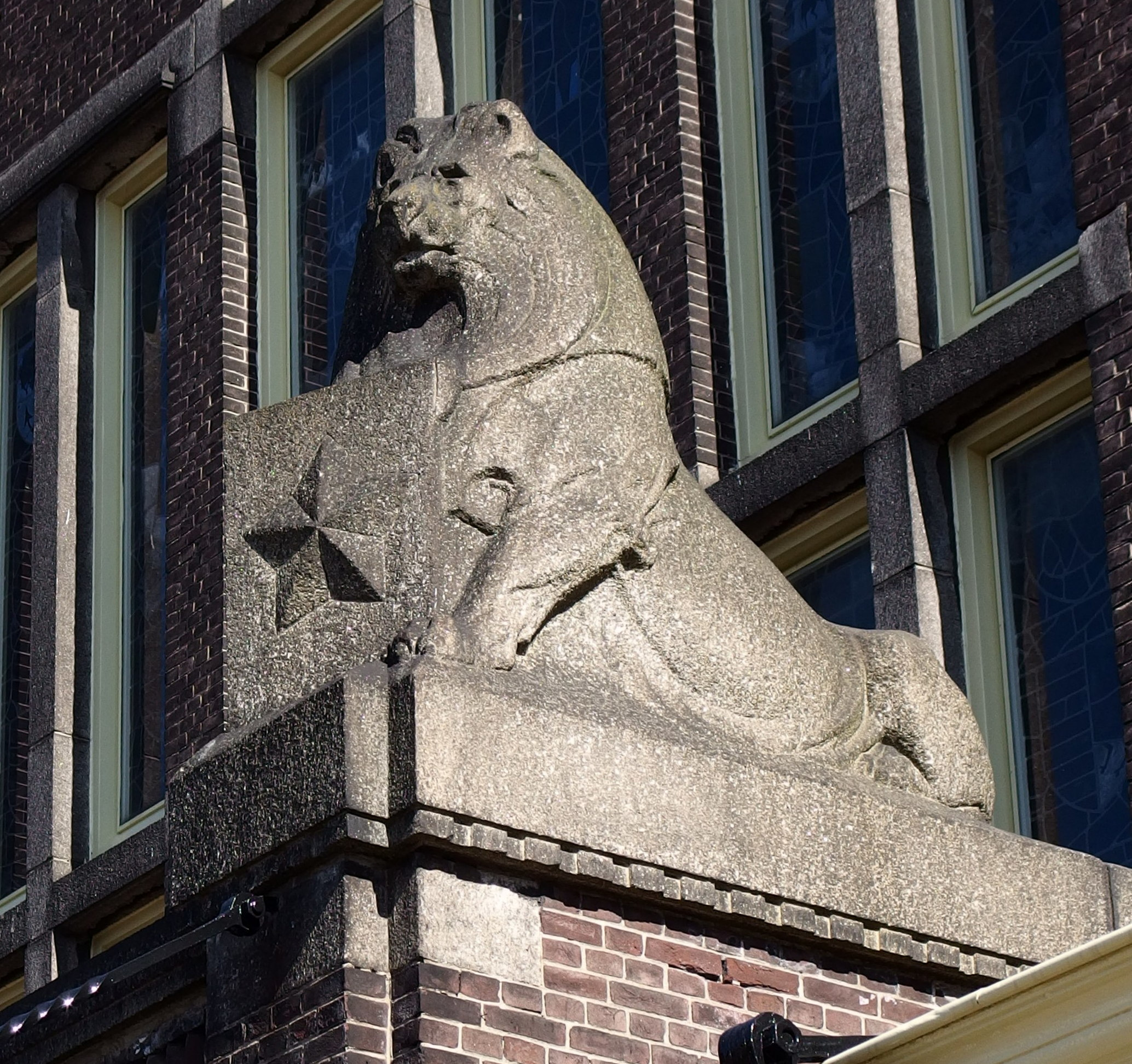
Sculptuur hoofdentree
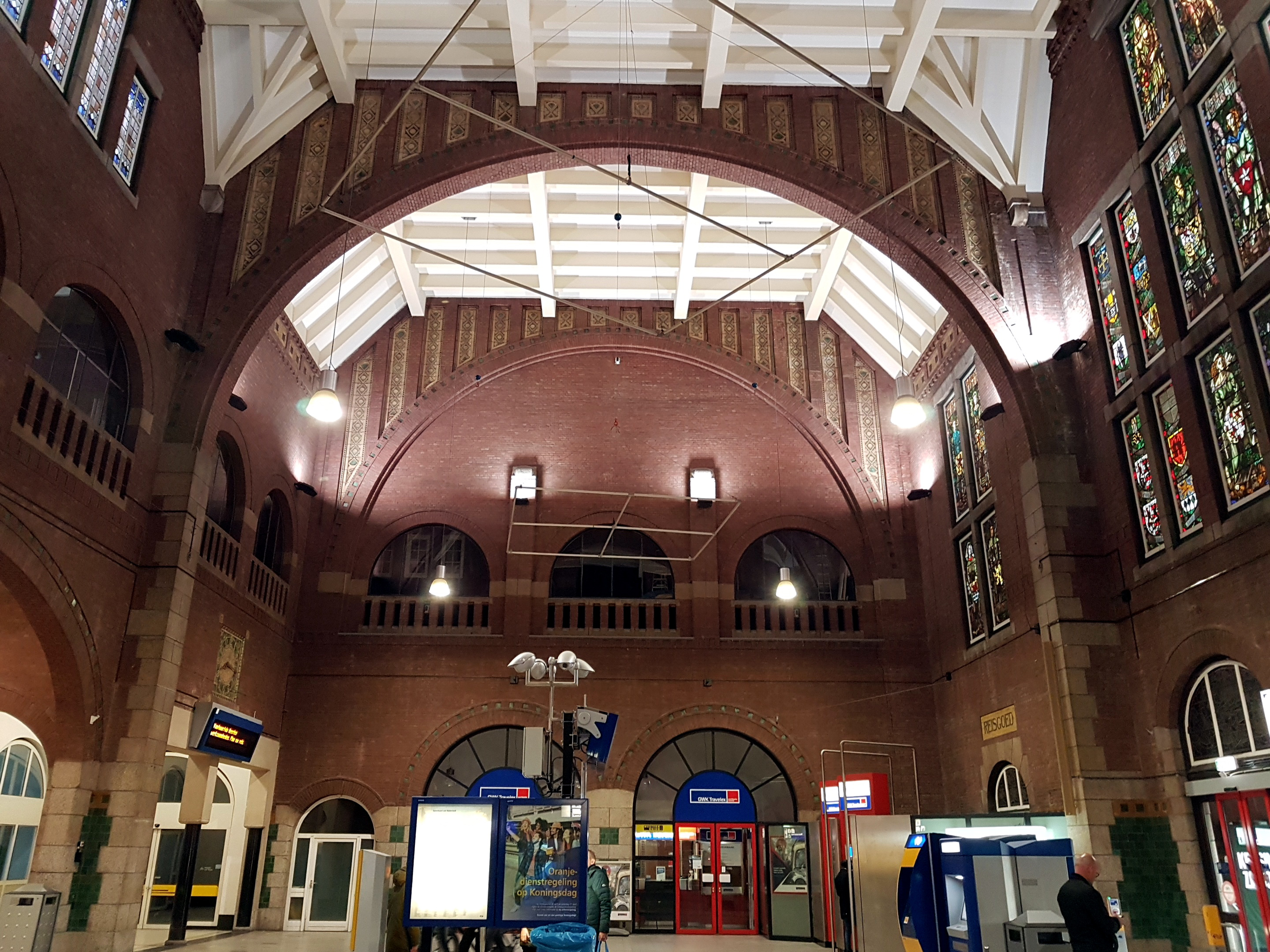
Interieur stationshal
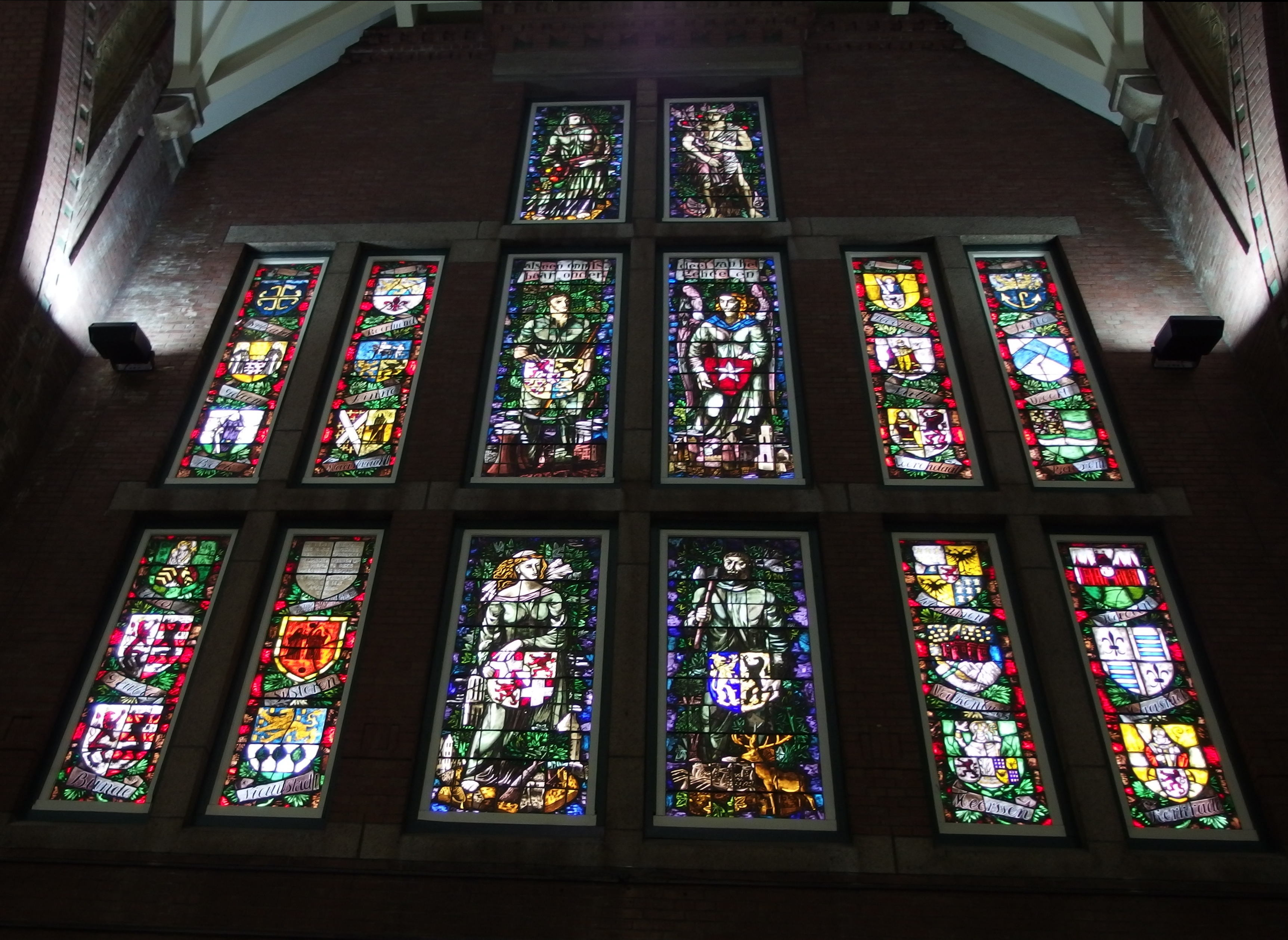
Glas-in-loodvensters hal
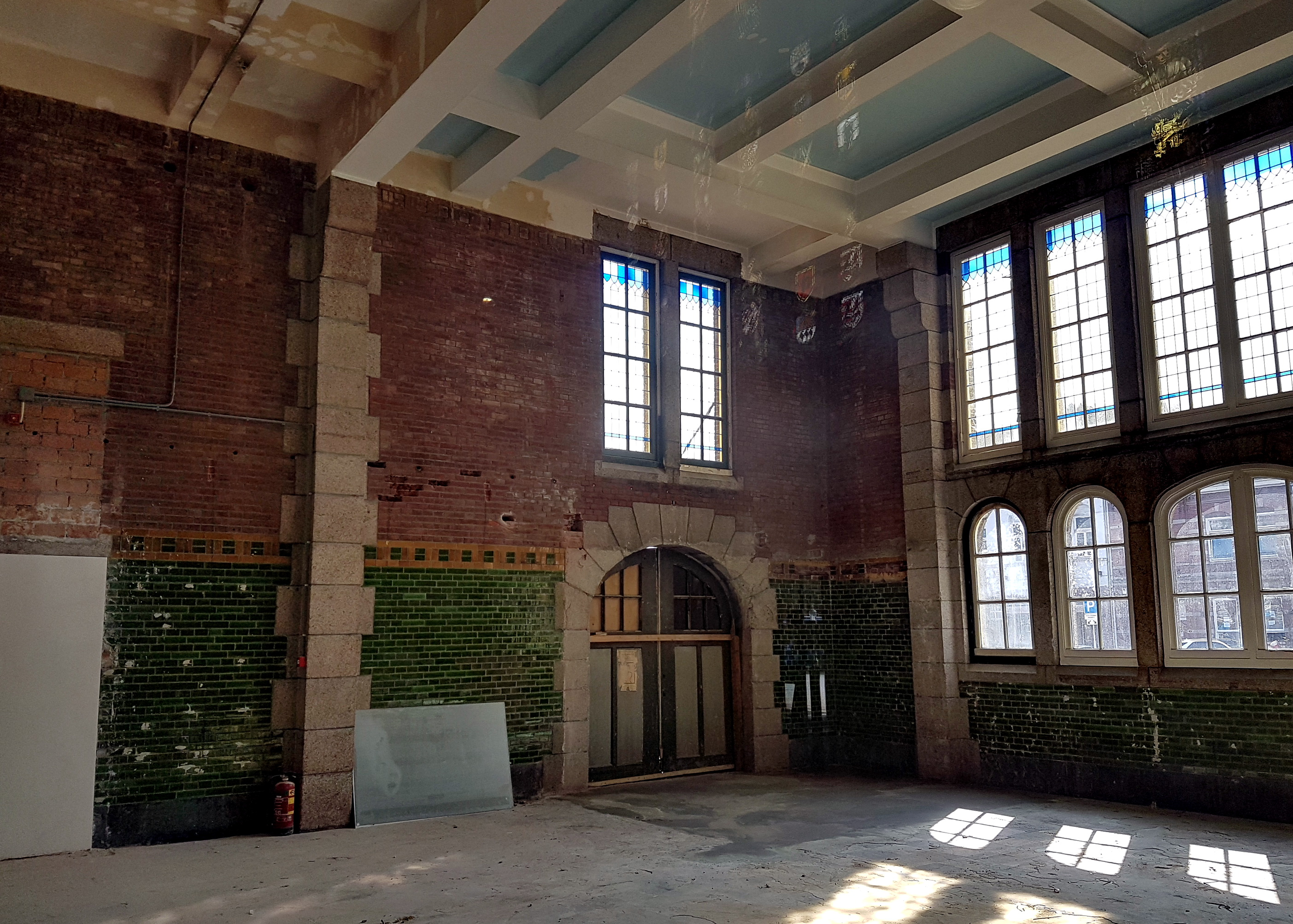
Vm. Grenswisselkantoor
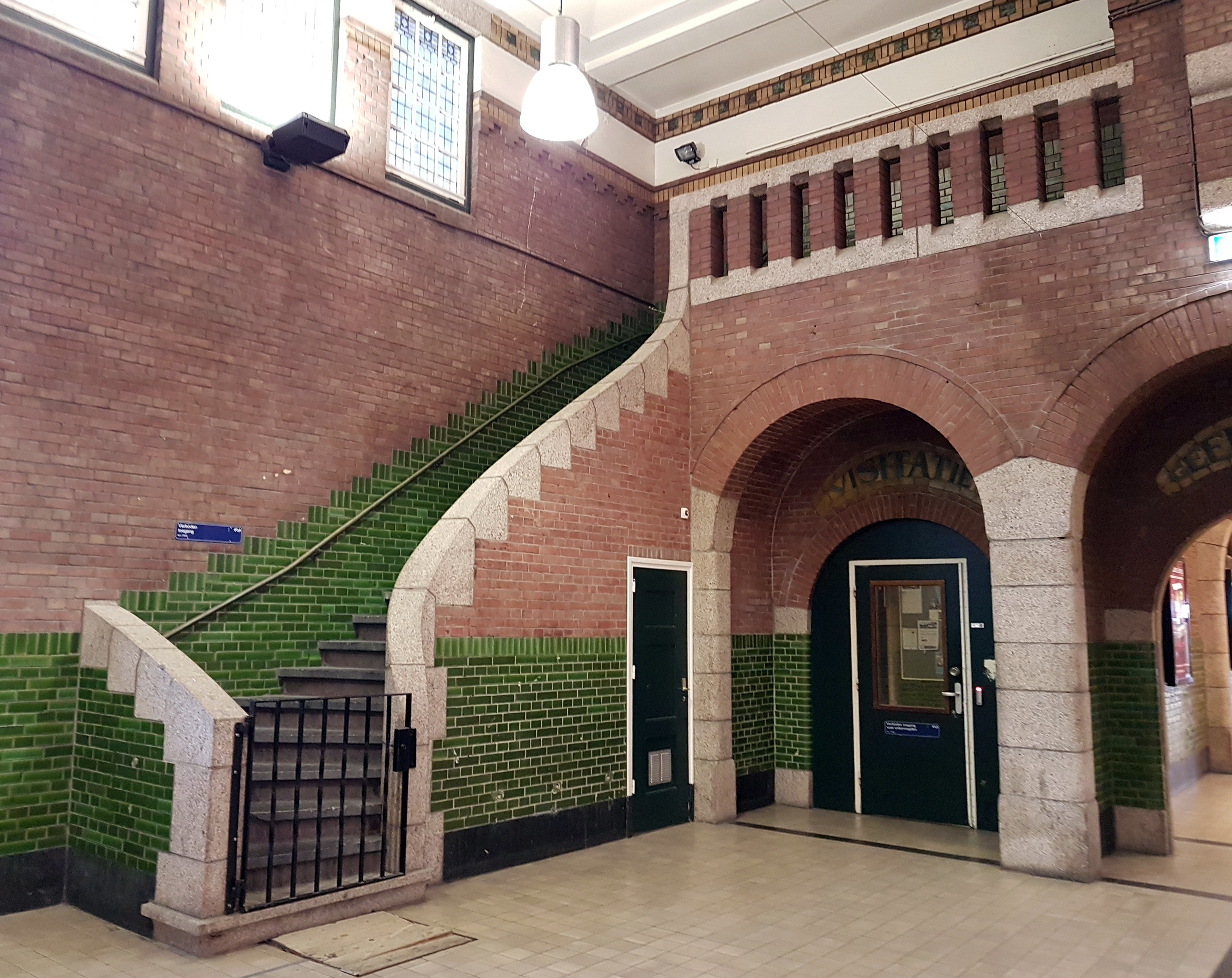
Trap
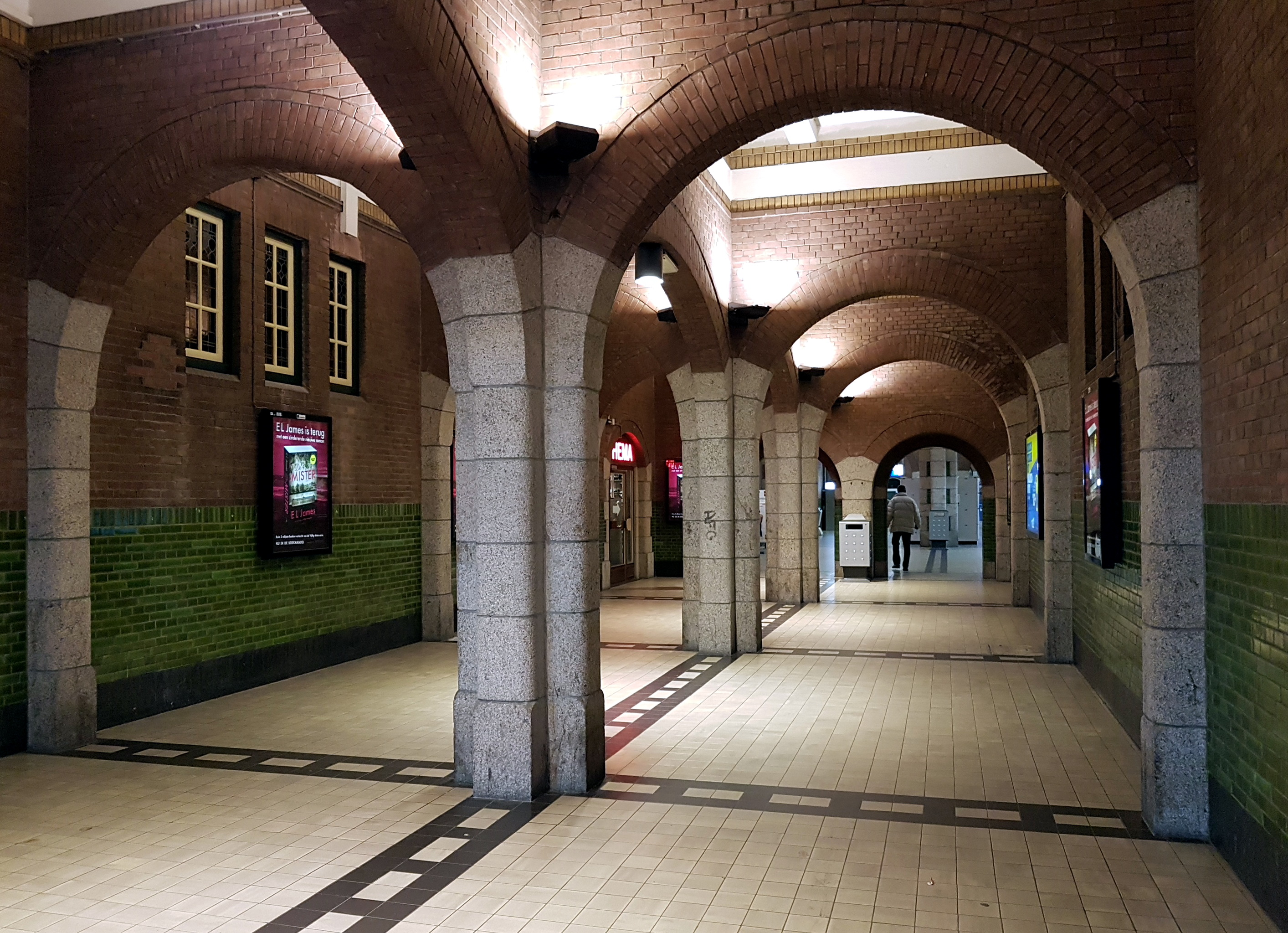
Stationspassage
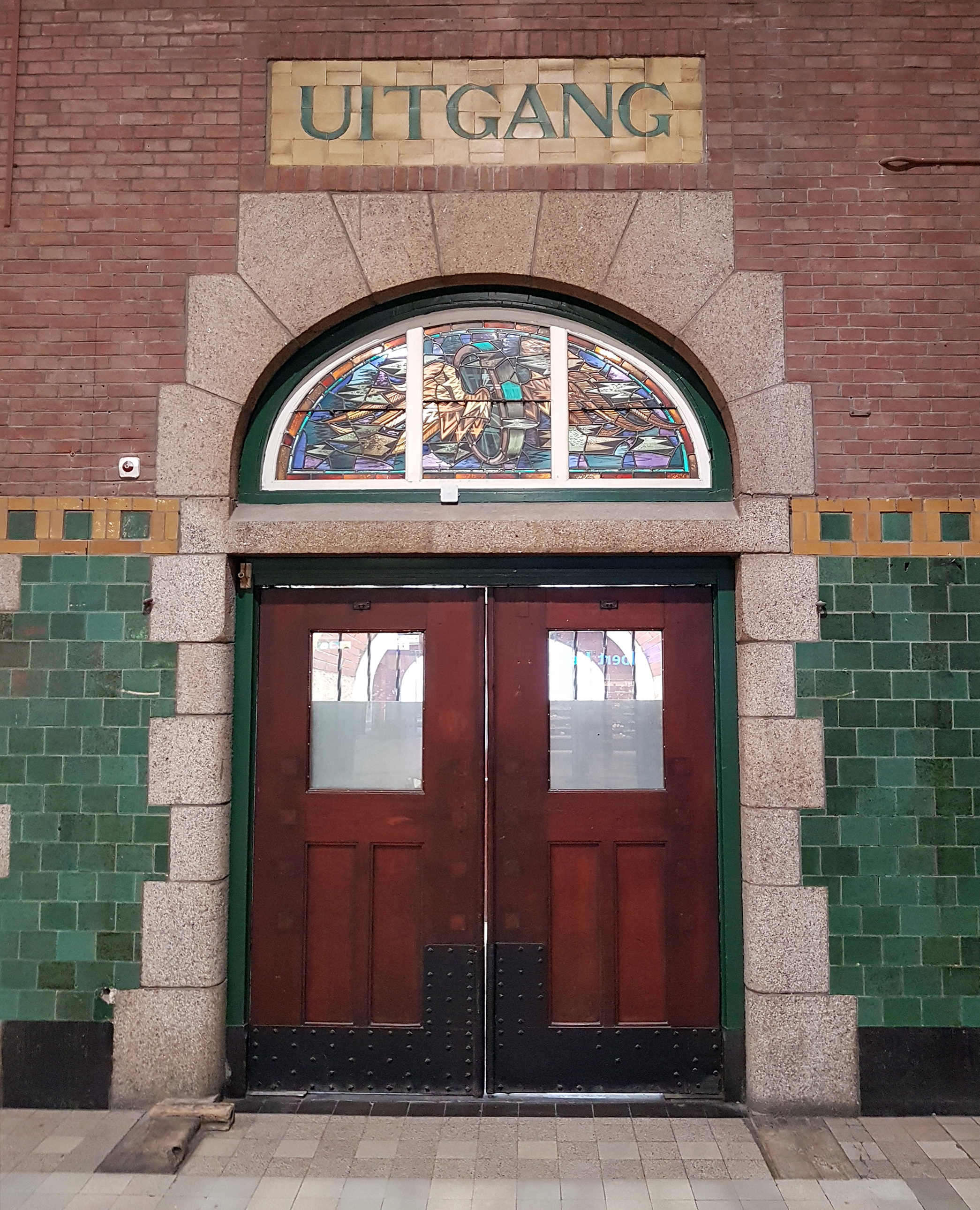
Detail interieur
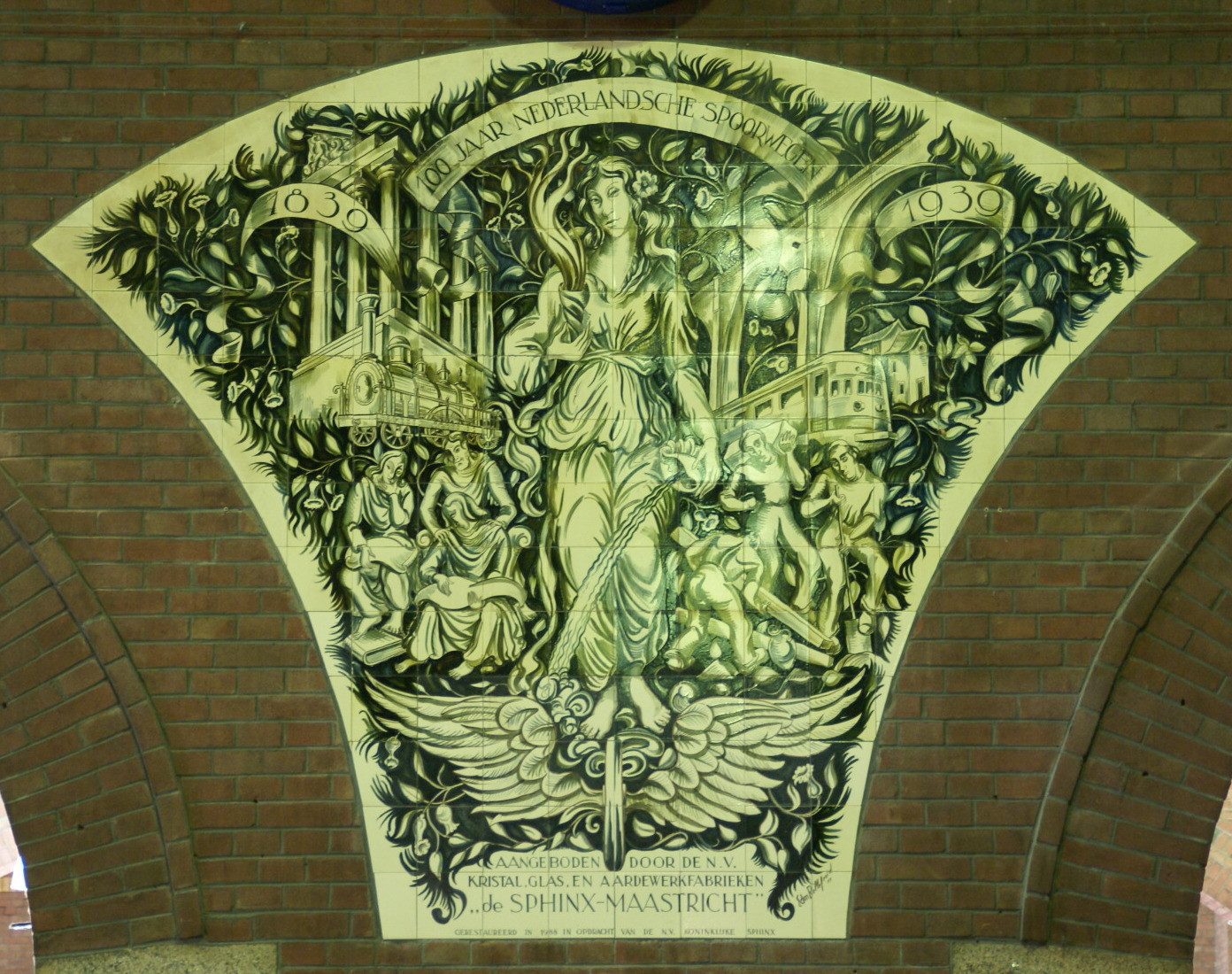
Tegeltableau eeuwfeest
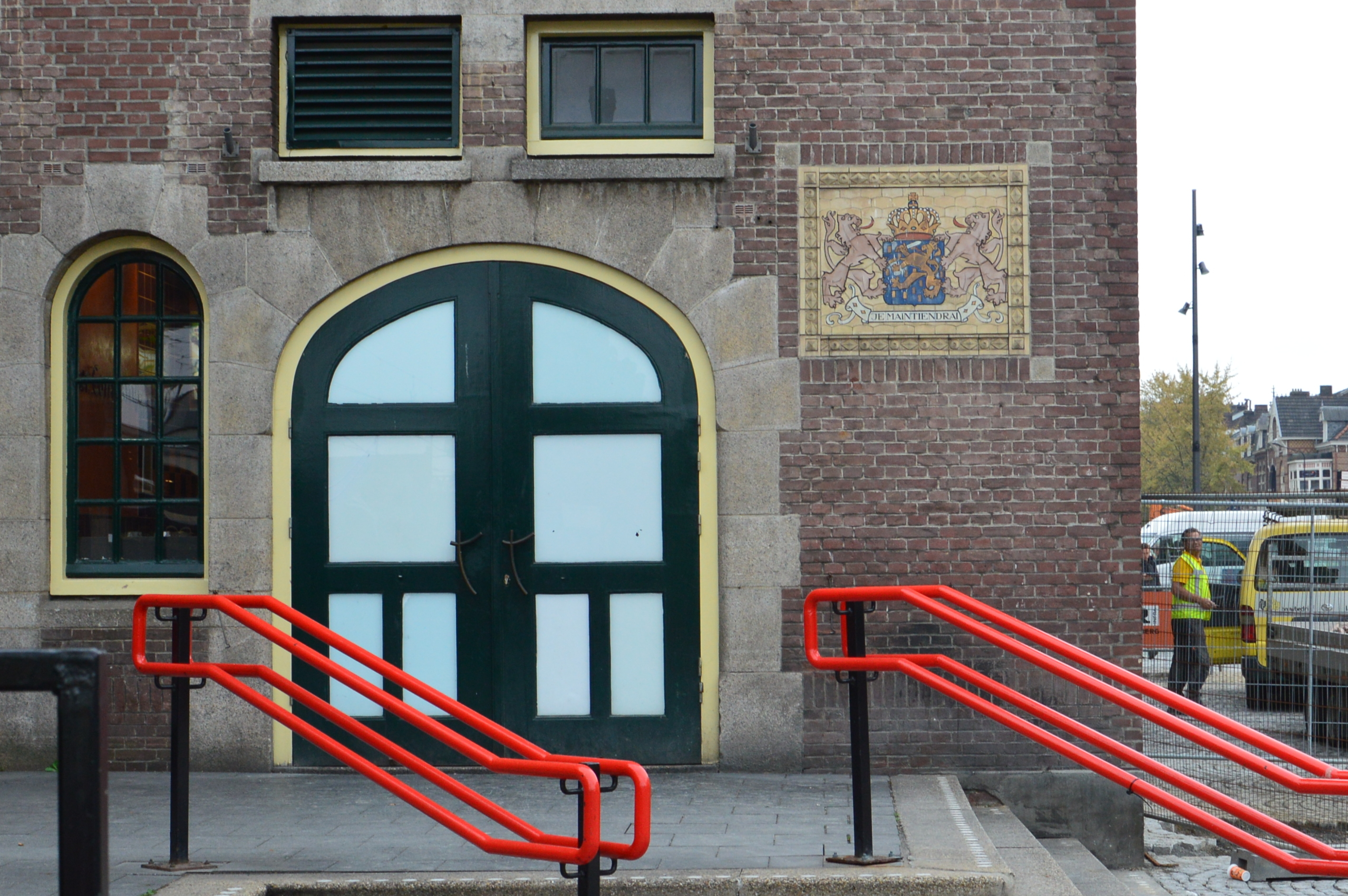
Detail noordgevel en tegeltableau
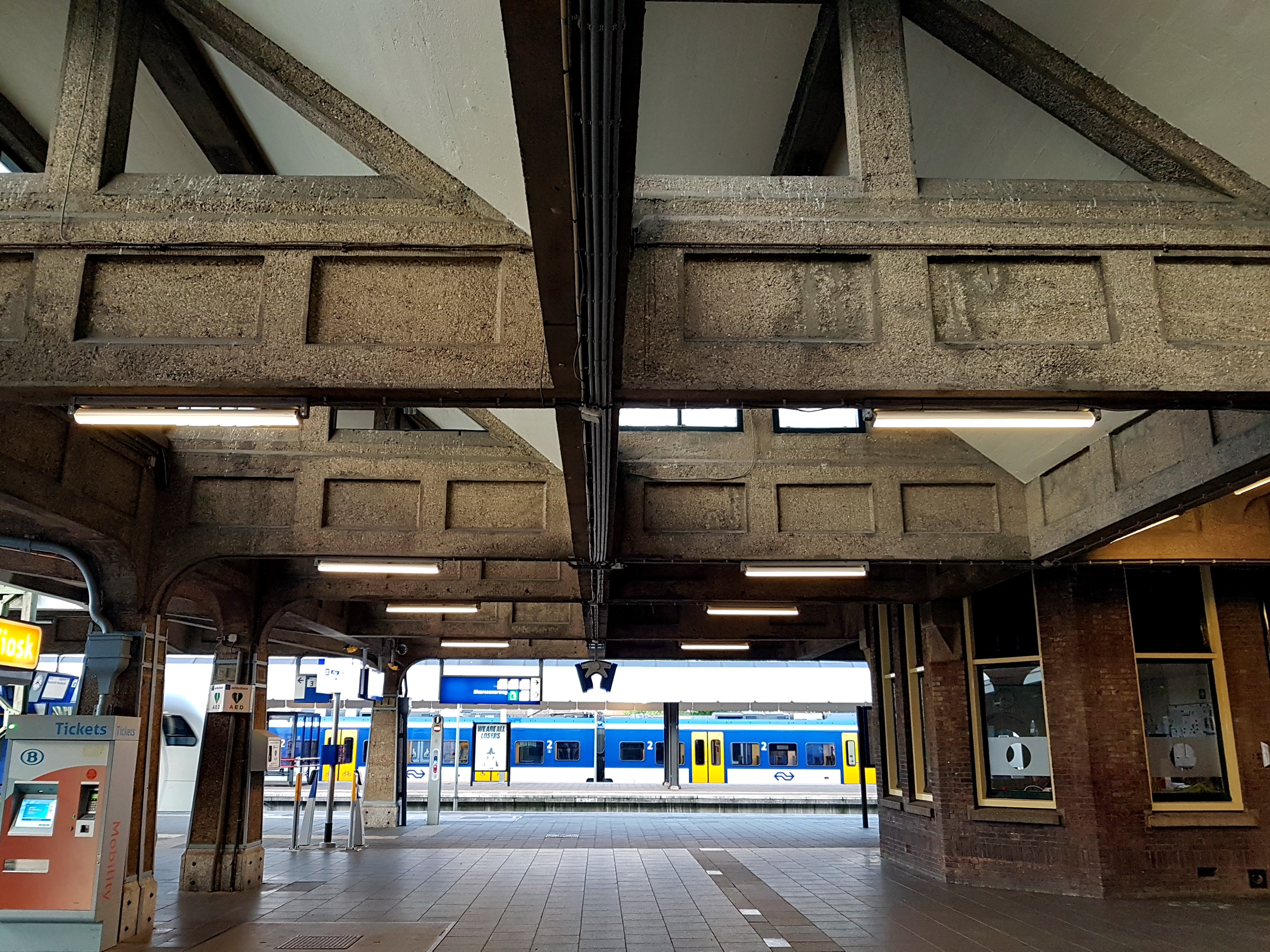
Perronoverkapping
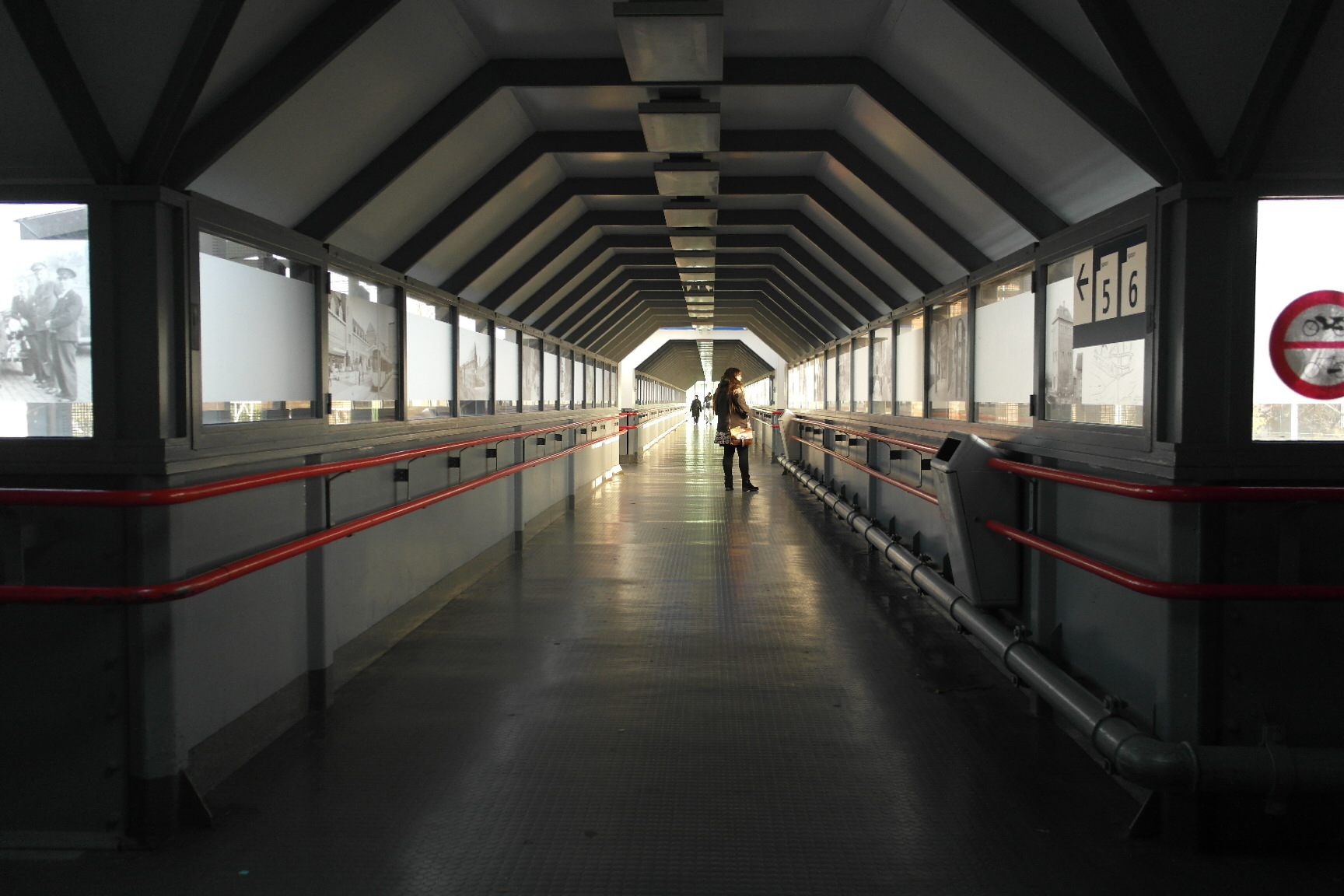
Interieur passarelle
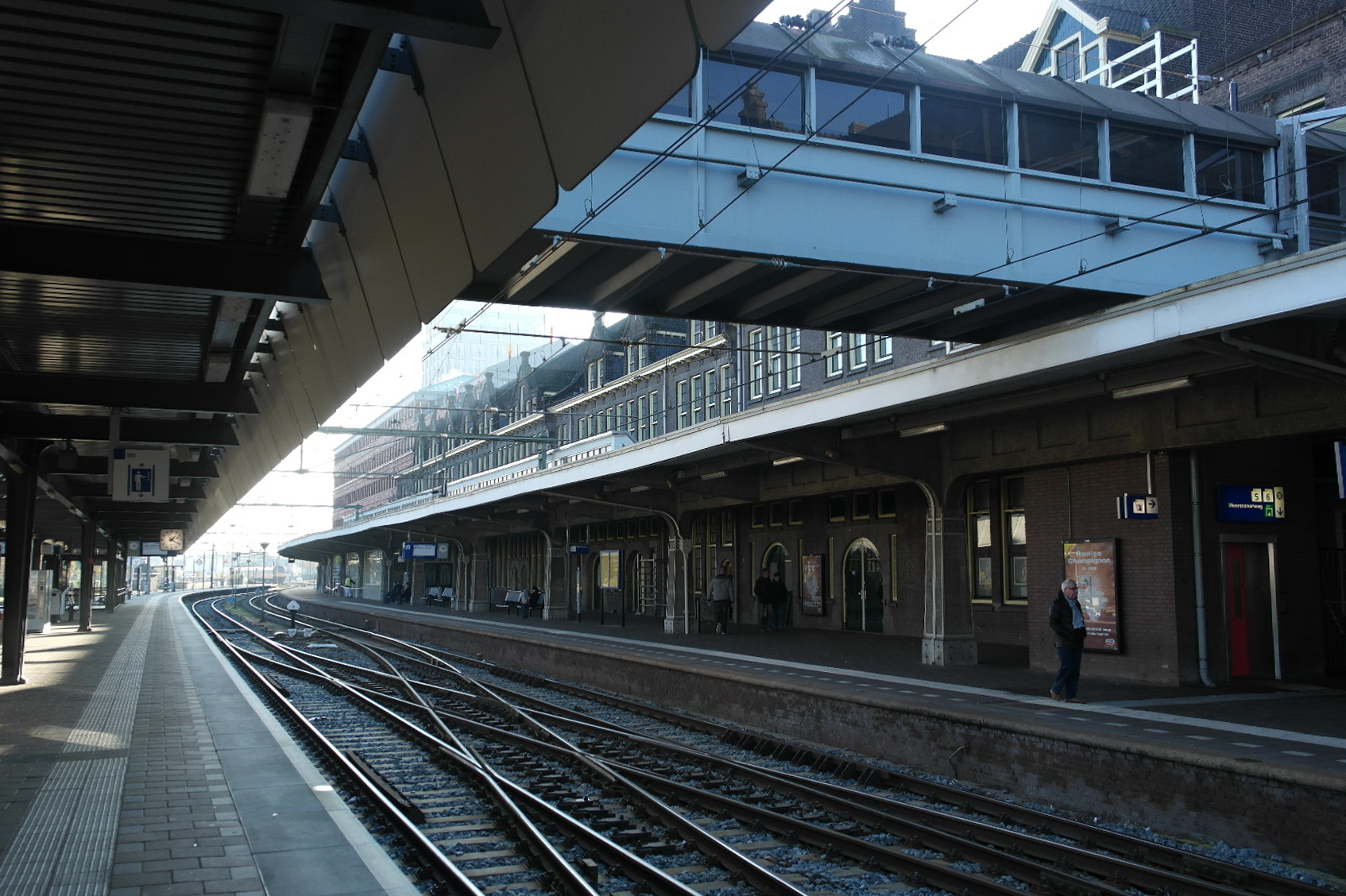
Perrons en passarelle
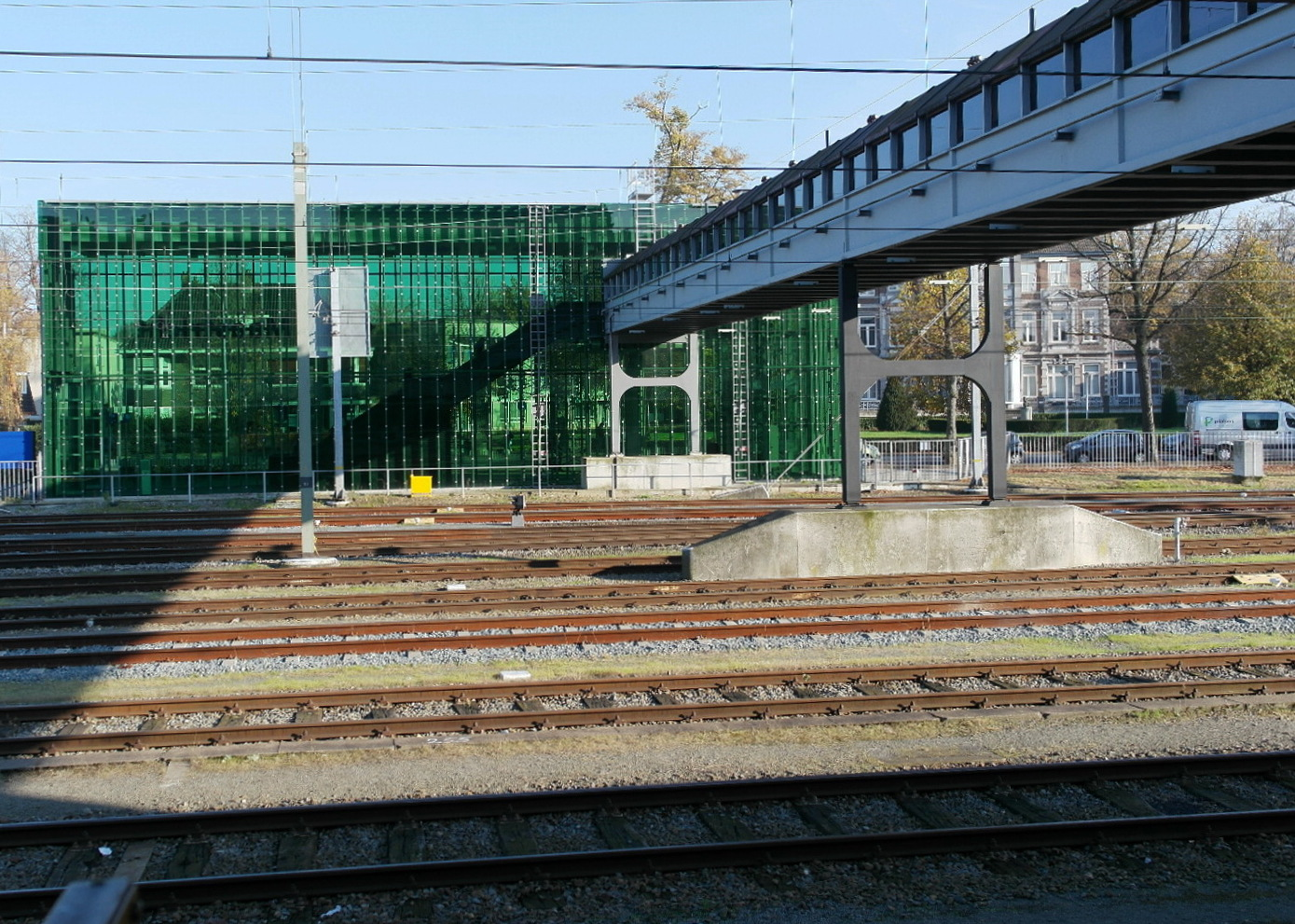
Passarelle en entree Meerssenerweg
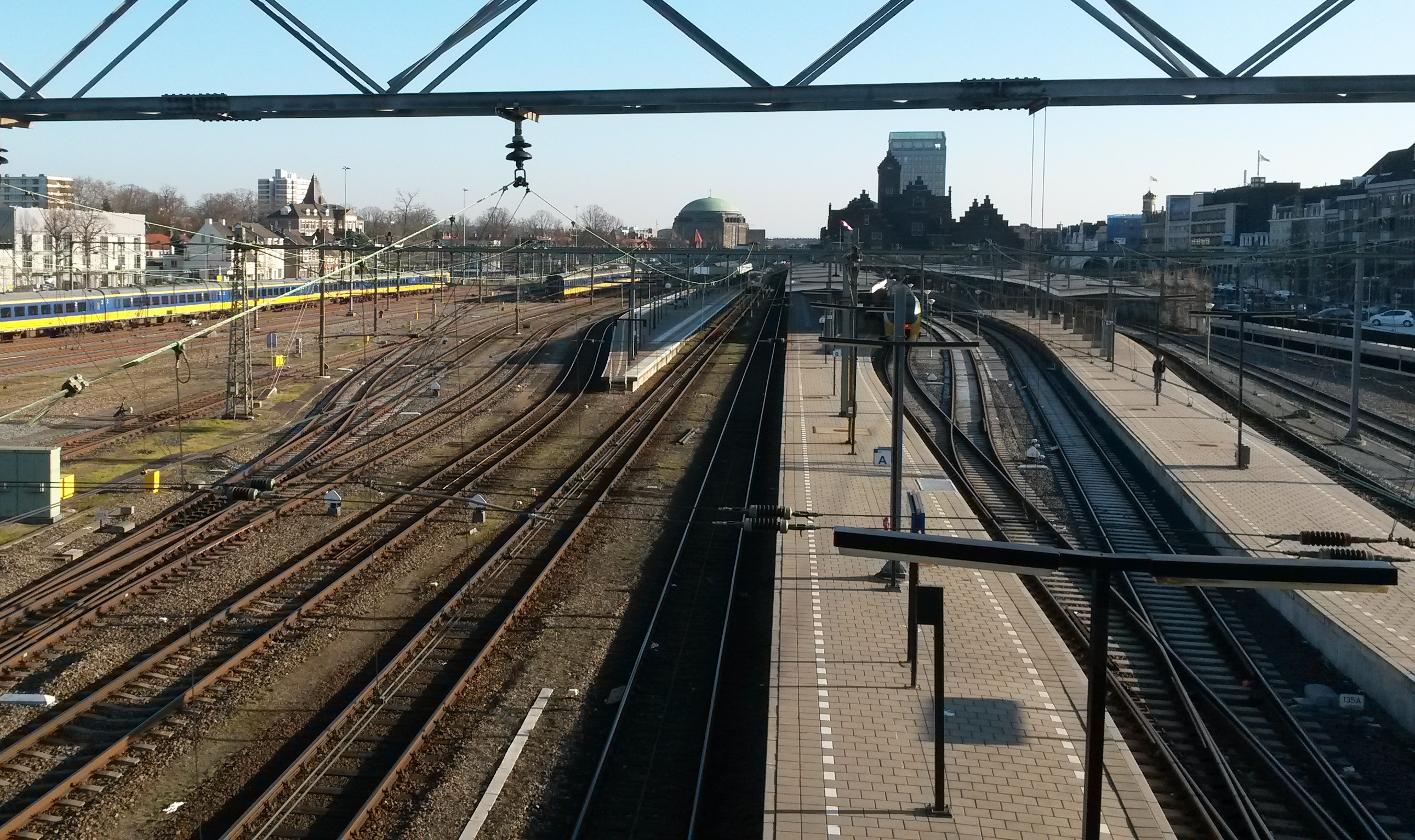
Perrons en rangeerterrein
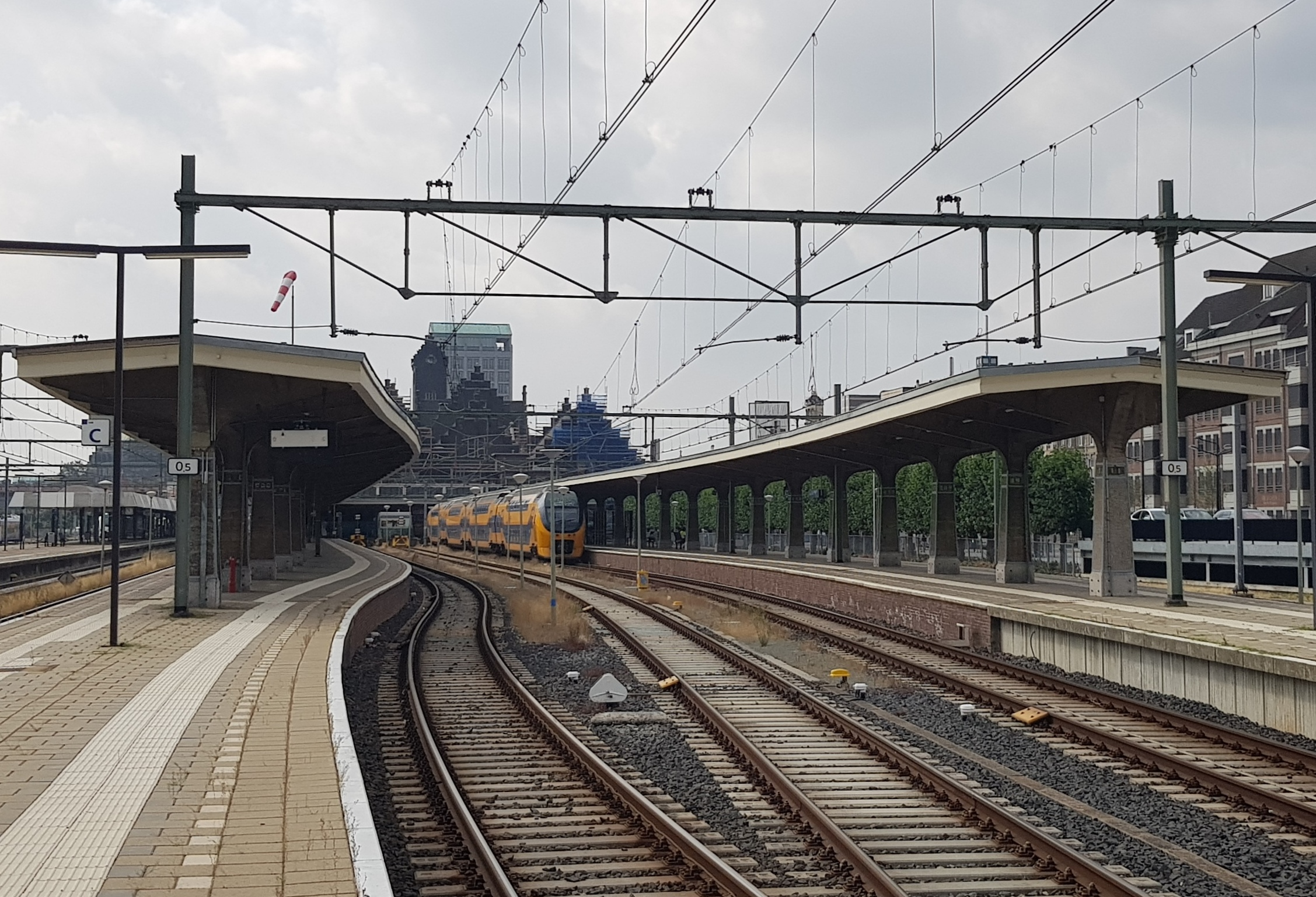
Perrons kopstation
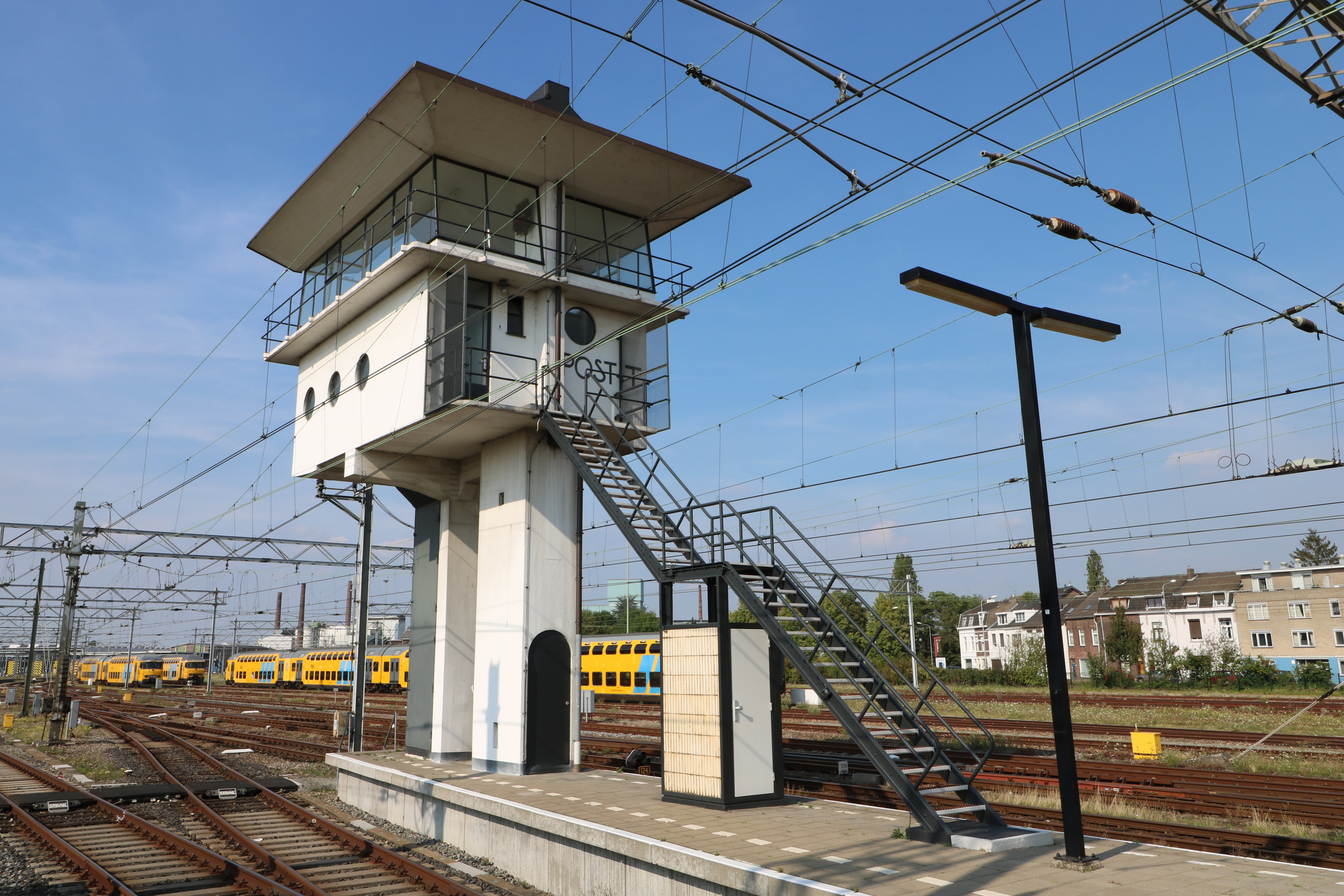
Seinhuis Post T
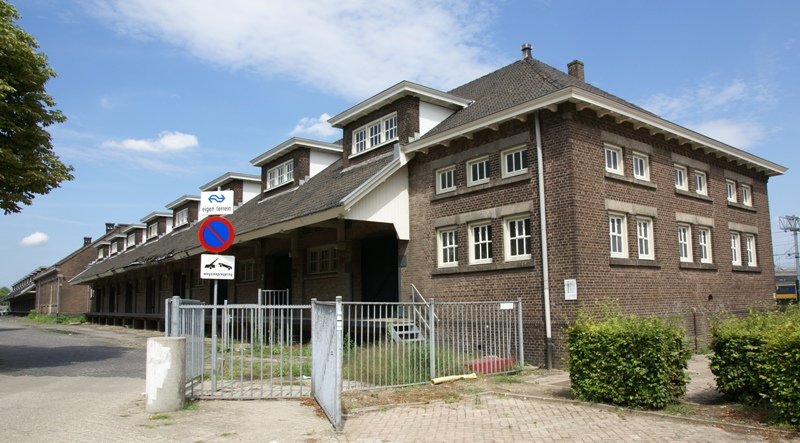
NS-goederenloods